# Jonadabe (filho de Recabe)
Jonadabe (em hebraico: Yônādāb) ou Jeonadabe (em hebraico: Yehônādāb, lit. "Javé está disposto" ou "nobre" ou "generoso") foi um hebreu, filho de Recabe. Se encontrou com Jeú por ocasião da abolição do culto a Baal em Samaria e foi o fundador de uma comunidade nômade, os recabitas.